# Platja de Cala Bona
La platja de Cala Bona és una platja natural del municipi de Cadaqués (Alt Empordà) situada al Parc Natural del Cap de Creus, entre la platja de Ribes Altes i la platja de ses Ielles, en una cala encaixonada per les roques. Està formada per tres petites platges, la més gran al fons de la cala, orientada al sud, té una longitud de 22 m i una amplada de 10 m, formada per graves i còdols, que acostuma a estar bruta de restes seques de posidònia. S'hi practica el nudisme.
El nom de cala Bona prové del fet que antigament estava ben considerada pels pescadors, doncs era un indret on la pesca era abundant.